# Merzhin
Merzhin (« Merlin » en breton) est un groupe de rock français, originaire de Landerneau, en Bretagne. Il est formé en 1996 par six copains de lycée. Leur style musical se caractérise par l'énergie déployée et par l'utilisation d'instruments peu communs aux standards du rock. En effet, s'inspirant de leur Bretagne natale, les six musiciens n'hésitent pas à faire intervenir en instrument lead la bombarde ou différents types de flûtes ou de cuivres en plus des traditionnelles guitares, basse et batterie.

## Biographie
Merzhin est une « histoire de potes » qui se sont rencontrés au collège. Le groupe se forme au lycée Saint-Sébastien de Landerneau en 1996 et se produit dans un bar local, Le Spleen ; le patron, devenu leur manager, aide les lycéens à produire un CD 4 titres. Il s'ensuit un 5 titres, Première Lune (1999), distribué par BMG, qui comporte plusieurs morceaux à danser, notamment un kost ar c'hoat, un an-dro et un rond de Saint-Vincent. En 2000, le groupe produit son premier album, Pleine Lune, dont la chanson Les Nains de jardin rencontre le succès. Alors que l'EP s'est vendu à 50 000 exemplaires, l'album double presque ce chiffre. Stéphane ne pouvant pas se joindre à la tournée nationale qui suit la sortie de l'album, elle se fera avec Inophis qui le remplace à la guitare.
Les sources et les inspirations de Merzhin sont éclectiques : « On tape aussi bien dans le folk-rock que dans le punk, dans la musique rock américaine des années 1960/1970, et surtout dans la musique de la scène alternative des années 1990 en France (Noir Désir, Mano Negra...), voire dans des choses plus « atmosphériques ». On ne se limite pas à une seule porte ». Mais l'ouverture au monde n'efface pas pour autant leurs racines car Pierre, le chanteur, admire le son des jeunes bretons d'Ar Re Yaouank. Ainsi, pour Pleine lune, Merzhin invite le groupe de fest-noz Wig A Wag et Jean-Pierre Riou, le chanteur de Red Cardell ; une référence constante pour les « korrigans » Landernéens.
En 2007, lors de la tournée de l'album Pieds nus sur la braise, le groupe enregistre un album live pendant les concerts en Inde. Merzhin officialise alors sa collaboration avec Matthieu Ballet, qui est le réalisateur artistique des albums et qui a pour références Thomas Fersen, Alexis HK, Miossec, et Alain Bashung. Il est à l'origine de la collaboration avec Jérôme Bensoussan, multi-instrumentiste qui joue des cuivres sur l'album studio. Cet apport musical est développé dans l'album et la création Merzhin Moon Orchestra en faisant appel à une section de cuivres et en mettant en avant l'accordéon. Dans Plus loin vers l'Ouest, Merzhin s'ouvre encore davantage au folk et au rock américains, tout en confirmant son évolution vers des ambiances résolument cuivrées. Le single L’étincelle est joué en mai 2011 dans l'émission Taratata sur France 2, ainsi que The Partisan de Léonard Cohen.
Le groupe fête ses 15 ans en 2012 avec un album compilation, 15, et une tournée anniversaire, après plus de 600 concerts et 250 000 ventes d'albums. Attaché à un rock authentique, mélodique et indépendant, Merzhin sort son sixième album en mars 2014 sous son label Adrenaline, autour du thème de l'humain, intitulé Des heures à la seconde. Le septième album studio, Babel, sort le 4 mars 2016 ; le single La Planète, diffusé en janvier, témoigne d'un recul sur la vie pour porter un regard sur le monde, inspiré par La Voix de la Terre de Bernard Werber. La tournée, qui consacre vingt ans d'existence, est suivie de la sortie d'un album, Babelive et d'un DVD intitulé Dans Ma Peau, sortis chez Verycords le 14 avril 2017.
Le 21 novembre 2023, Ludovic Berrou annonce sur le compte Instagram du groupe son départ qui sera effectif après le concert des 27 ans de Merzhin du 2 décembre 2023.

## Performances scéniques

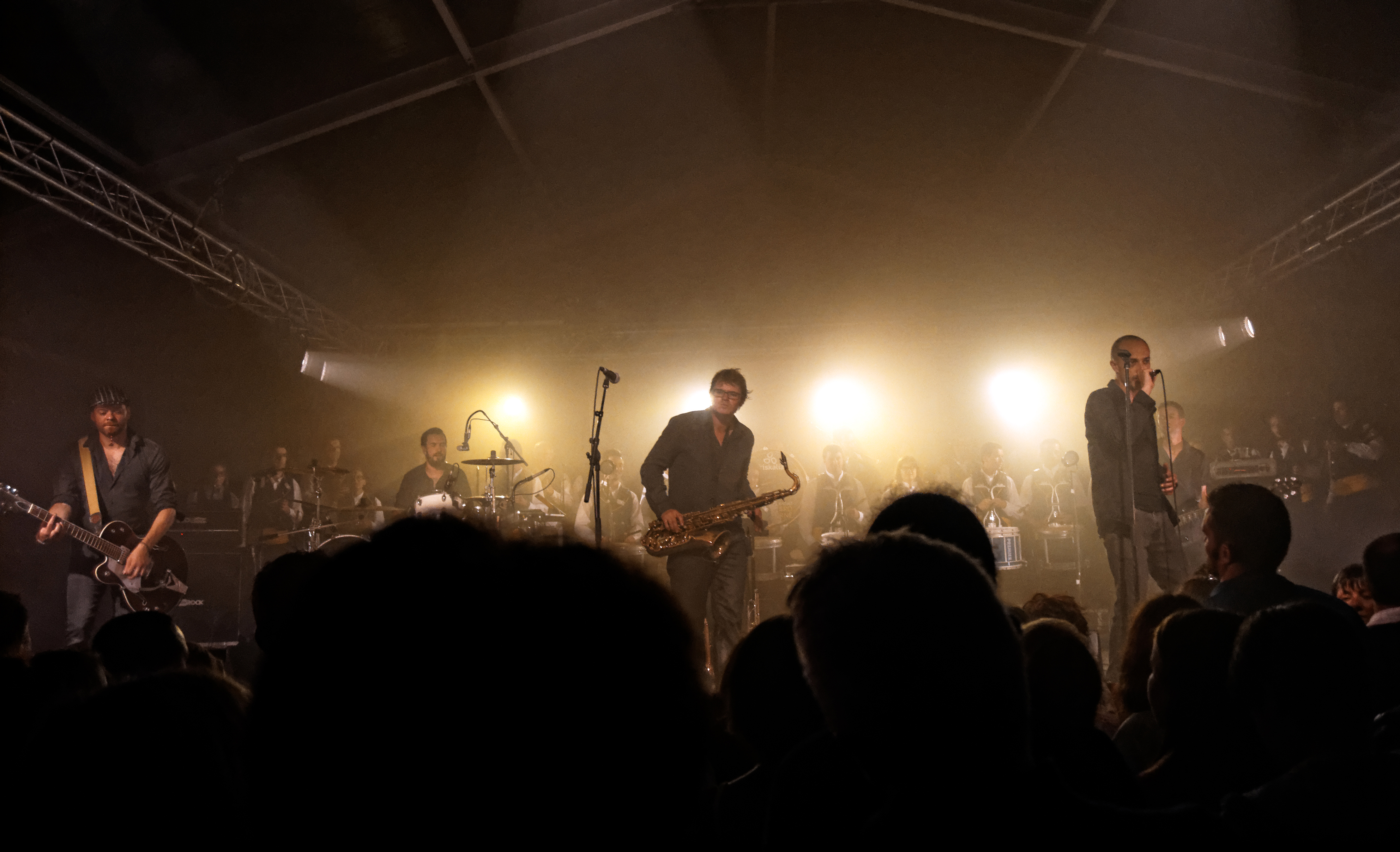
En 2015, pour les 20 ans du Bagad Bro Landerne, Merzhin joue avec les sonneurs au festival Kann Al Loar.

Le groupe se démarque sur scène par son énergie (« adrénaline ») et ses couleurs musicales, invité dans les grands festivals de France. Dès 2000, il est programmé au festival interceltique de Lorient. En août 2003, au Festival du bout du monde, démarre une tournée commune avec les Celtas Cortos, qui s'achève le 14 novembre à Lyon, les groupes se rejoignant sur des morceaux comme la version française de C'est la vie. Le groupe a son public en France et de plus en plus à l’étranger, en Europe (Belgique, Suisse, Espagne…) mais aussi en Inde où il s'est produit plusieurs fois, en Birmanie et en Asie du Sud-Est lors d'une grande tournée en 2011 (Vietnam, Laos, Indonésie, Sri Lanka, Philippines, Malaisie).
En 2010, ils se produisent sur le parvis de l'hôtel de ville de Paris lors d'une soirée bretonne avec Alan Stivell organisée par le festival Fnac Indétendances. Le groupe marque une pause scénique forcée lors de la pandémie et remonte sur scène pour une double date à la Carène de Brest.

## Membres

### Membres actuels
- Pierre Le Bourdonnec — chant, chœurs, guitare, harmonica
- Damien Le Bras — basse
- Stéphane Omnes — Guitare électrique (EBow, slide...)
- Baptiste Moalic — guitare électrique et acoustique, chœurs
- Jean-Christophe Colliou — batterie, percussions, chœurs

### Anciens membres
- Mathieu Person — batterie, percussions (jusqu'en 2005)
- Christophe « Tof » Rossini — batterie, percussions (2005—mars 2008) (batteur du groupe de rock finno-breton EV)
- Vincent L'Hour — guitares électrique et acoustique, chœurs (jusqu'en 2018)
- Baptiste Moalic — accordéon diatonique (JMK, Cardinale, pour l'album éponyme de Merzhin Moon Orchestra)
- Pierre Antoine Colas — trompette (Orquesta de la Luna)
- Emmanuel Chobriat — trombone (Orquesta de la Luna)
- Ludovic Berrou — bombardes (ancien talabarder du Bagad Bro Landerne), flûtes, hautbois, clarinette, saxophone, claviers, chœurs (jusqu'en 2023)

### Galerie

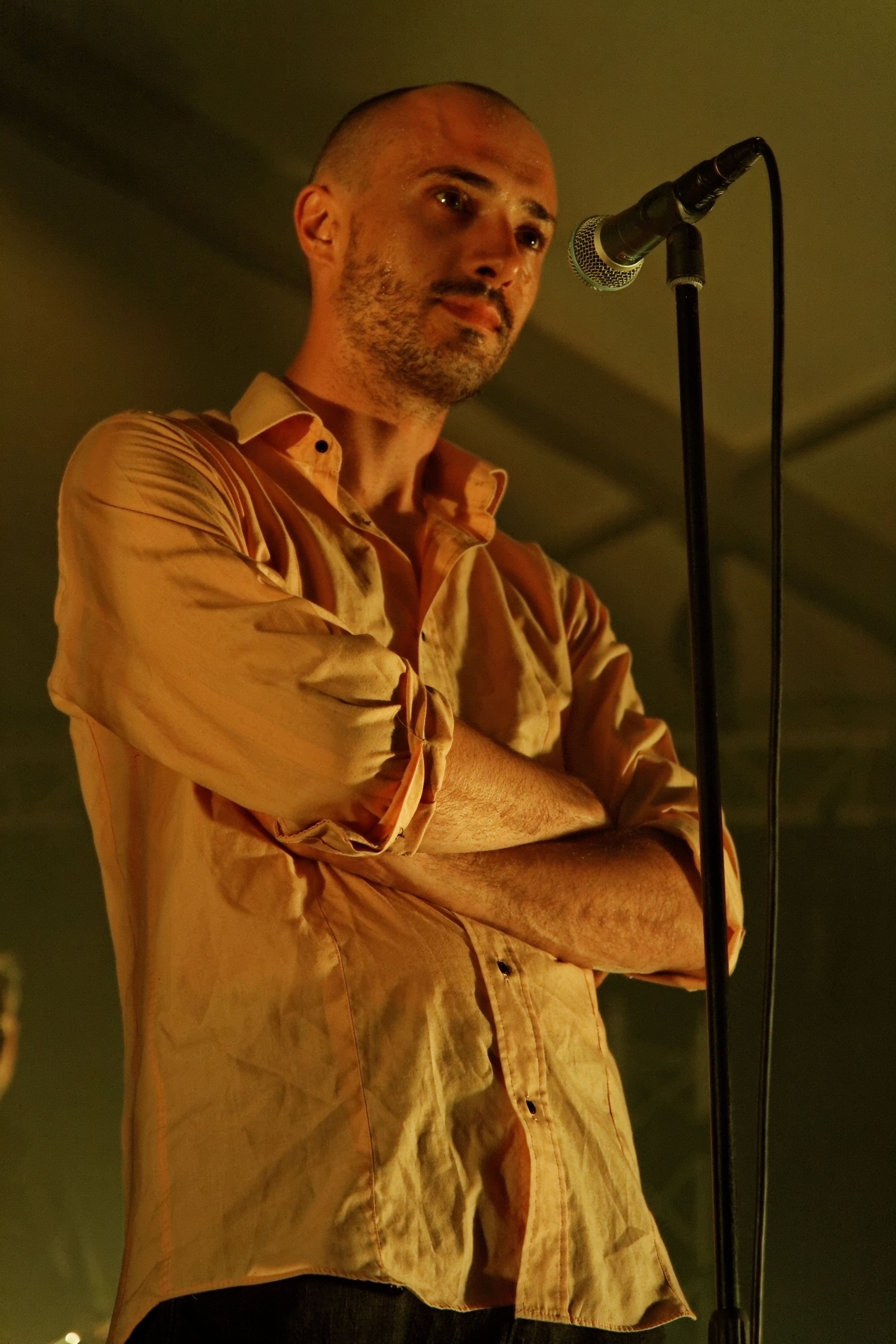
Pierre Le Bourdonnec.
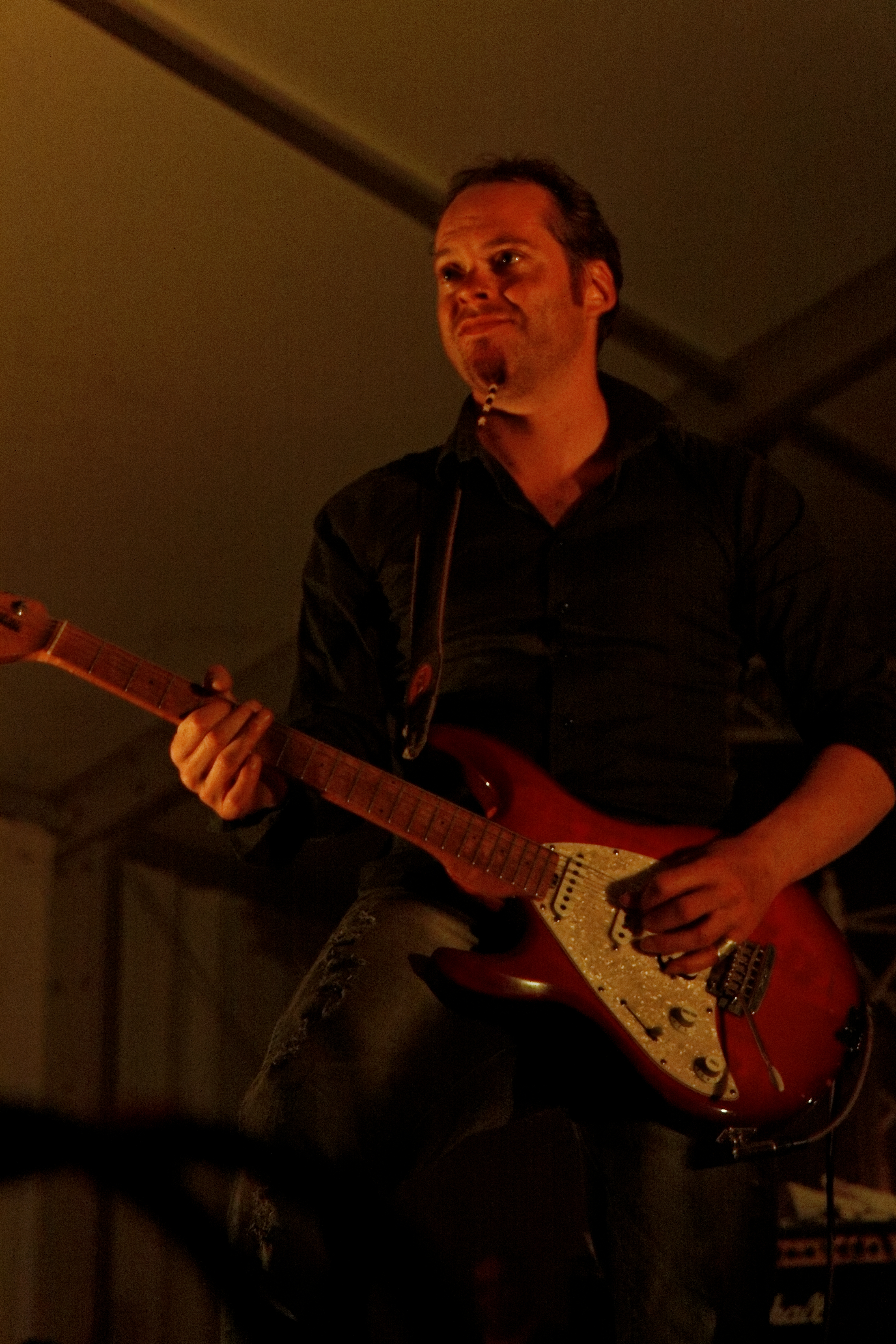
Stéphane Omnes.
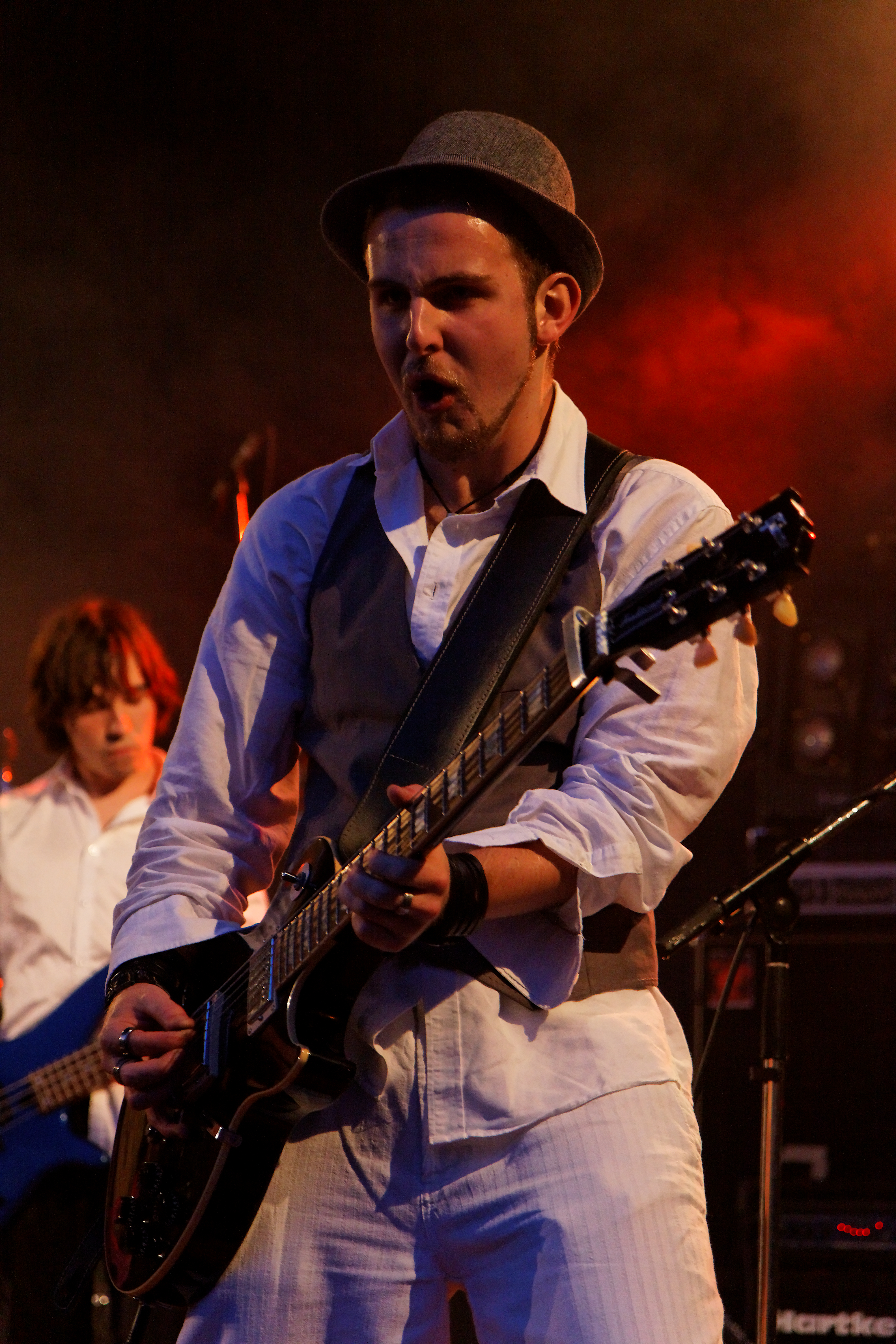
Baptiste Moalic.
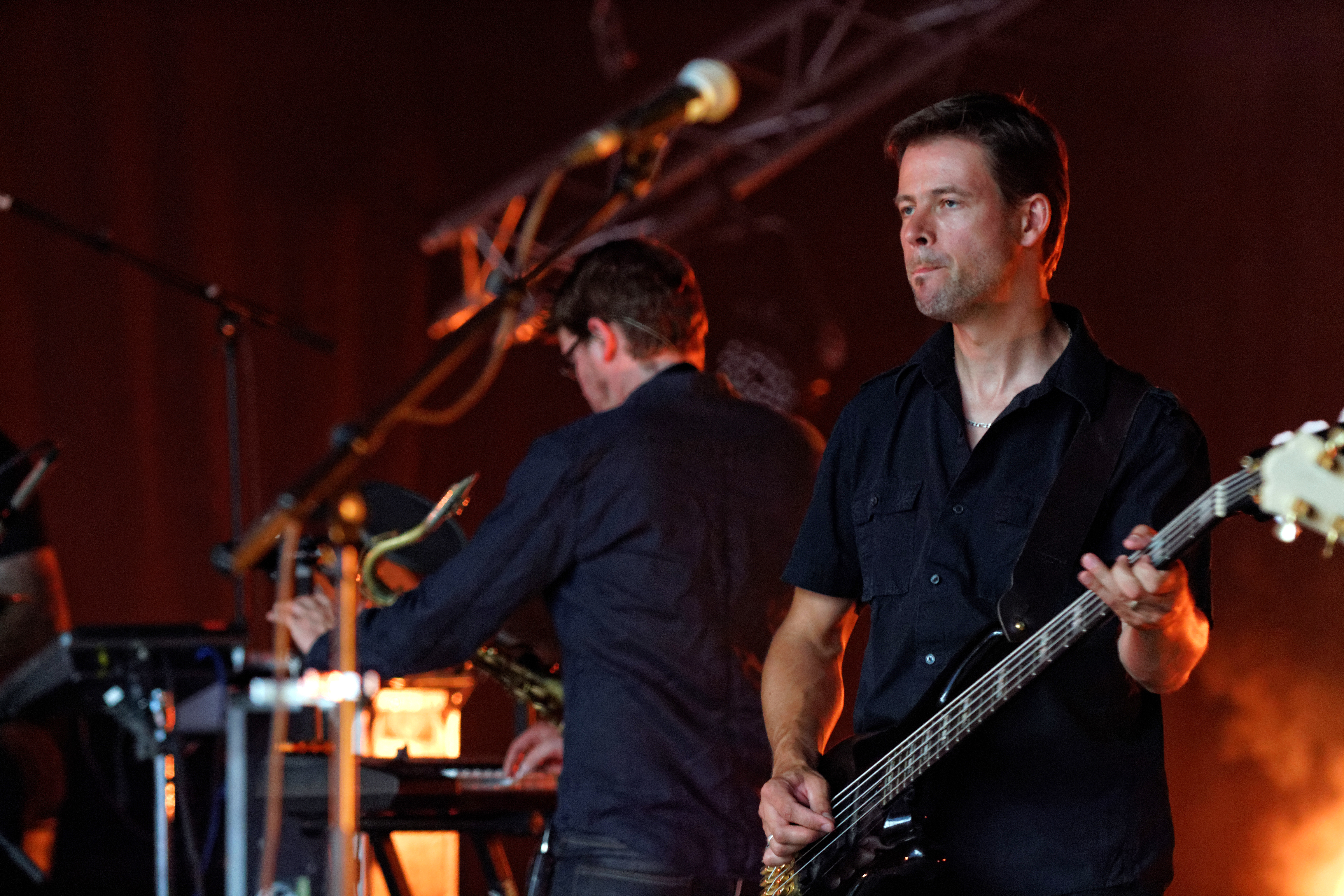
Damien Le Bras.
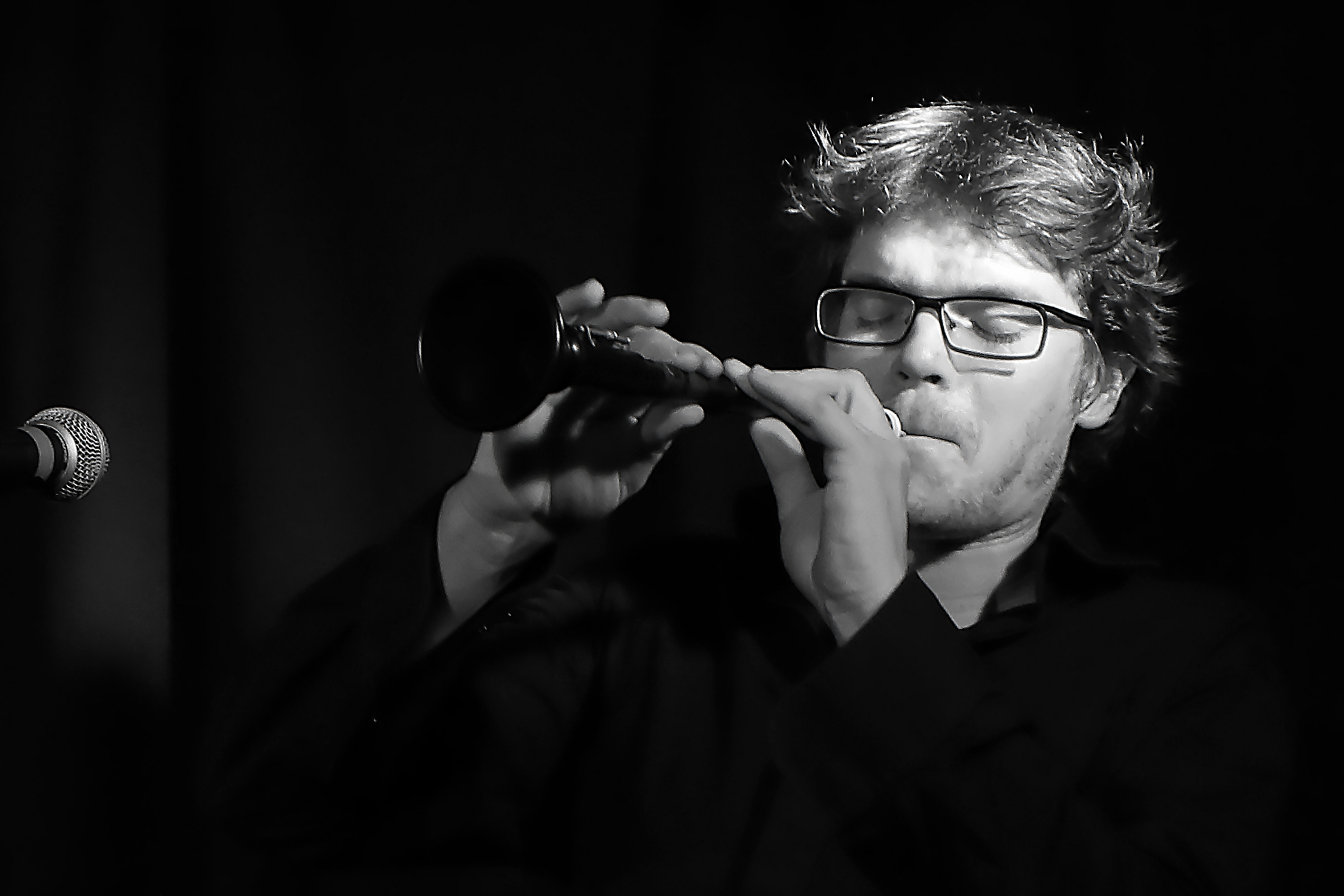
Ludovic Berrou.
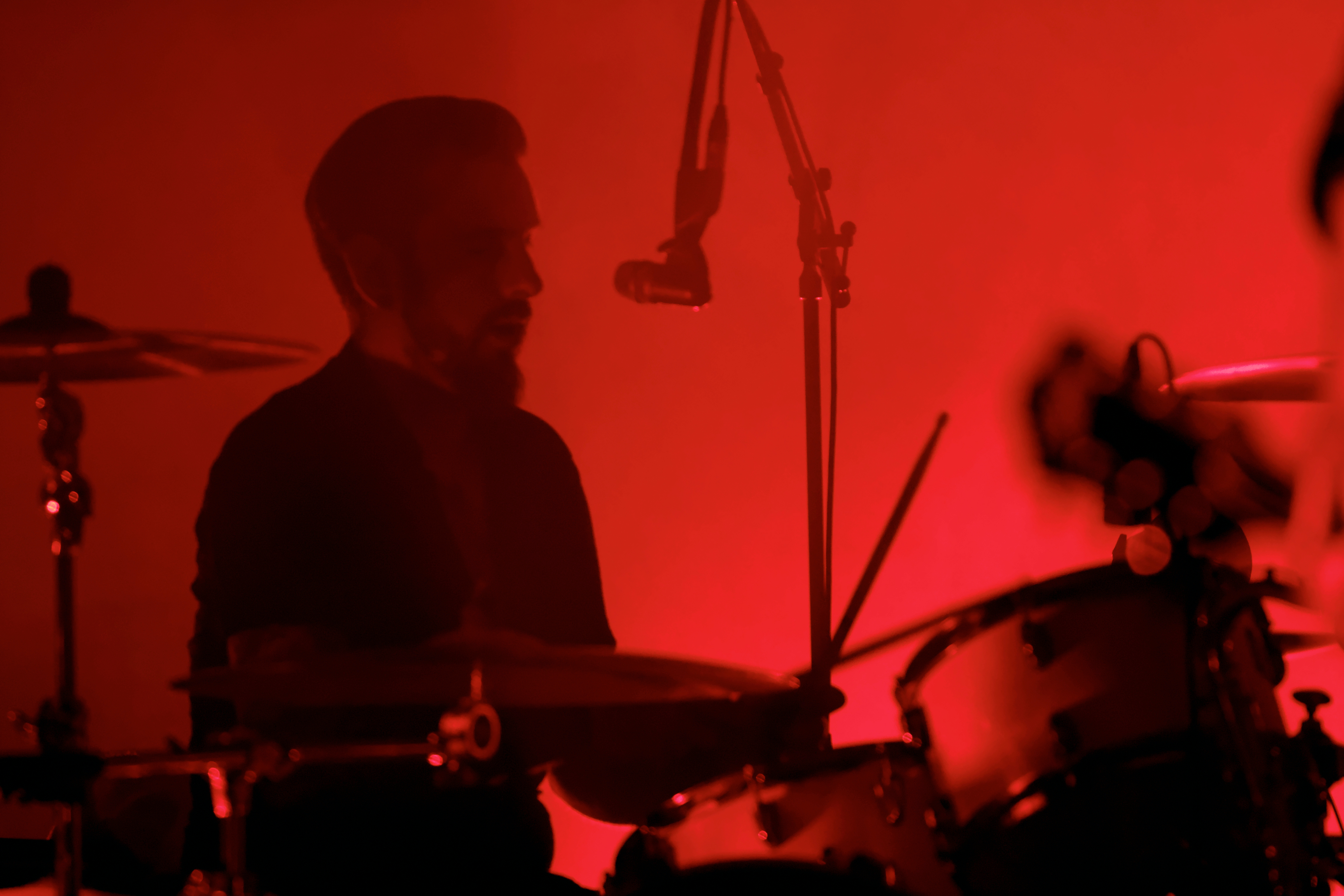
Jean-Christophe Colliou.
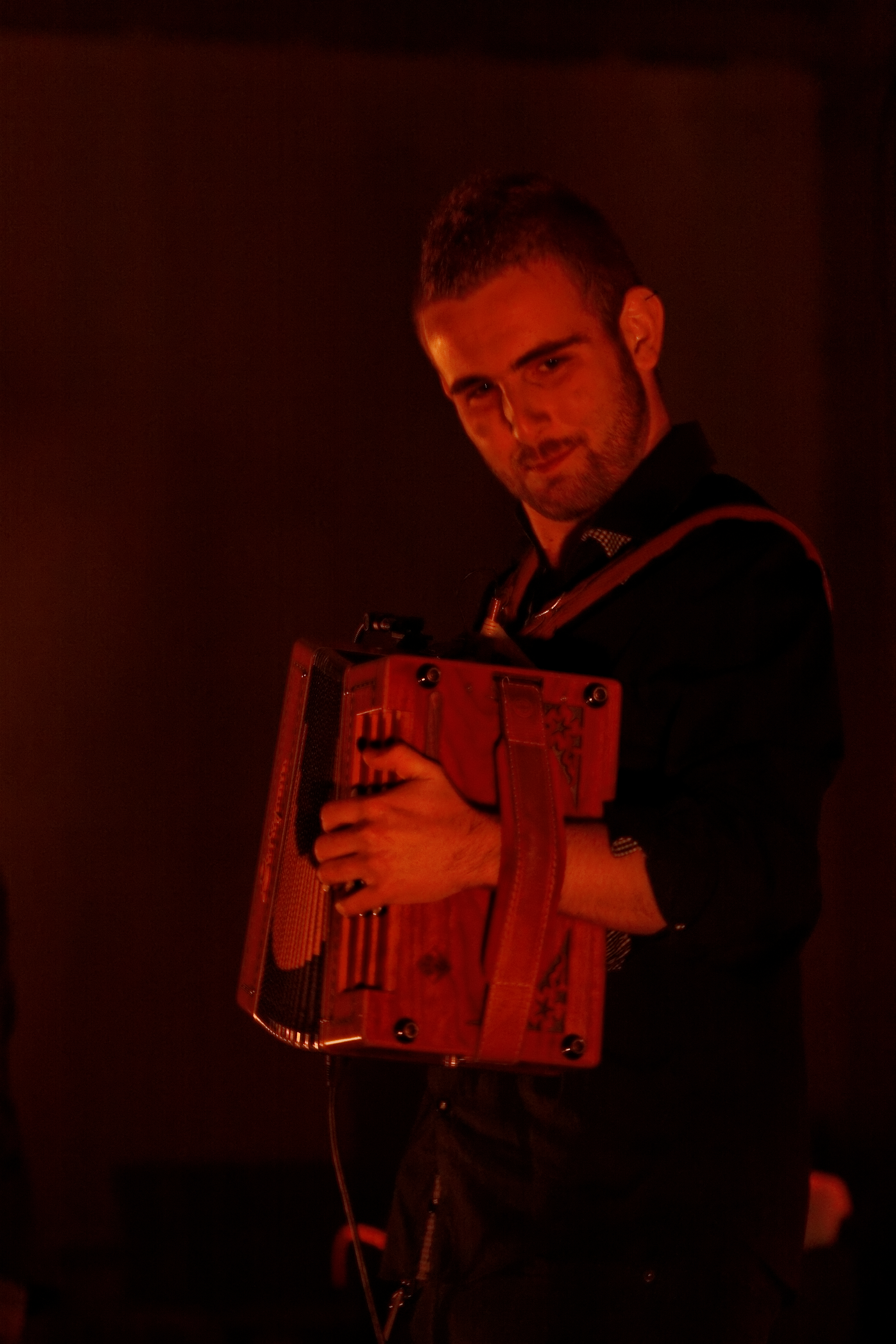
Baptiste Moalic.
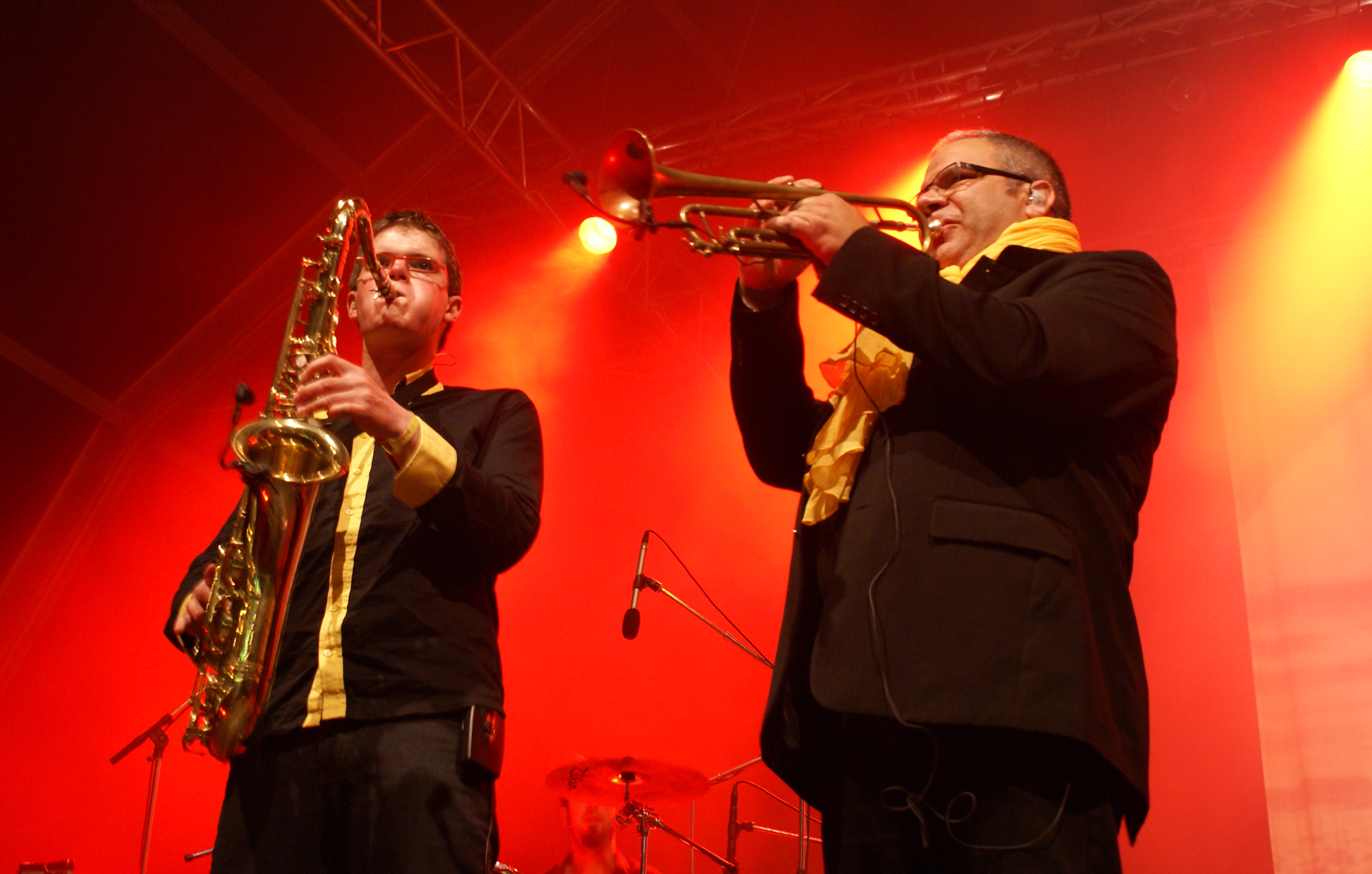
Pierre Antoine Colas (à droite).

## Discographie

### Participations
- 2001 : Tolérance double zéro vol.2  (compilation)
- 2005 : Une seule voix contre la Sclérose En Plaques (compilation) version inédite de Bandit
- 2006 : Pas vu à la télé (compilation)
- 2007 : Faites encore plus de bruit (compilation)
- 2007 : Génération Sheriff (compilation)
- 2007 : L'anneau des Celtes - Excalibur II d'Alan Simon, titre De l'autre côté (clip vidéo)